# Tribal Wars
Tribal Wars är ett webbläsarbaserat datorspel av typen realtidsstrategi, utvecklat av det tyska spelföretaget InnoGames. Tribal Wars lanserades i Tyskland 2003 och finns numera i ett 30-tal olika länder. Dessa länder har sin egen lokala webbplats där användaren registrerar sig och loggar in för att direkt ansluta sig till spelet; således kräver inte spelet någon installation. Tribal Wars är kostnadsfritt men användaren kan betala för ett premiumkonto och få en del fördelar.
Tribal Wars utspelar sig i medeltidsmiljö där varje spelare börjar med en växande by, i vilken det produceras trupper för att antingen försvara byn eller erövra andra byar med. Därutöver kan spelaren ansluta sig till en stam, d.v.s. en grupp spelare som tillsammans samarbetar och stöttar varandra under spelets gång. Spelet går ut på att erövra så många byar som möjligt.
I november 2009 hade Tribal Wars etablerat sig i 29 länder (27 servrar) inklusive Sverige. Den svenska servern öppnade 23 maj 2007 och har 20 vanliga spelvärldar med över 27650 spelare sammanlagt. Vissa helger öppnas en så kallad Speed-server, där spelhastigheten är betydligt snabbare än hos de vanliga spelvärldarna. Det finns även en Classic-server, med lite annorlunda inställningar än de andra.

## Historik
Tribal Wars första spelvärld öppnades på den tyska servern (där spelet går under titeln Die Stämme) i juni 2003. Året därpå hade även en internationell server öppnats, vilken också kom att bli populär. Den 23 maj 2007 kom Sverigepremiären i form av en Speed-server som varade i några dagar innan värld 1 öppnades.

## Uppbyggnad och spelsätt

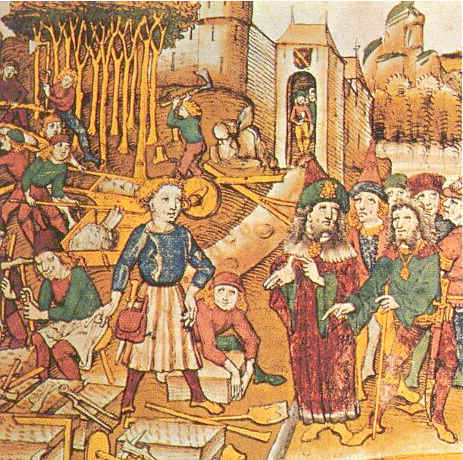
Tribal Wars utspelar sig på medeltiden.

I Tribal Wars är de mest betydande faktorerna att ha kontroll och vara ständigt aktiv, eftersom allt sker i realtid. Spelaren måste vara offensiv för att få fler byar men också defensiv för att skydda byarna han/hon har. Trots att Tribal Wars är ett strategispel kan det diskuteras huruvida det finns inslag av tur; är man exempelvis sen in på en spelvärld där andra redan erövrat många byar eller får sin startby utsatt bredvid en stor spelare, kan detta ge sämre förutsättningar att växa som spelare.(Subjektiv tolkning). Samtidigt kan man se att det ofta är samma handfull spelare som tar sig långt och vinner år efter år. Så det finns även underlag för att det kanske i slutändan handlar mer om förståelse för spelet och erfarenhet än tur.
Samtliga spelare kan kommunicera med varandra genom en meddelandefunktion, vars system bygger på BBCode-teknik.

### Byar
Spelområdet i Tribal Wars kan ses som ett enormt fält bestående av byar med ett visst avstånd emellan. En by är antingen kontrollerad av en spelare eller (för tillfället) övergiven, kallad barbarian by. Varje spelare börjar med en by som ökar i poäng allteftersom nivån på dess byggnader utökas. För att växa som spelare måste man erövra fler byar. Detta kräver att spelaren har en adelsman, en specialkrigare som dröjer ett tag att tillgå.

### Byggnader
I varje by kan totalt 15 till 18 olika byggnader etableras, beroende på världens inställningar. Varje byggnad fyller olika funktioner och kan uppgraderas till en viss nivå för att ibland göra flera byggnader tillgängliga. Spelaren behöver då ett visst antal resurser, d.v.s. trä, lera och järn. Detta fylls på en gång i timmen olika mycket beroende på hur hög nivå spelaren har på byggnaderna sågverk, lergrop respektive järngruva. Resurser kan även fås genom att plundra andra byar. Förutom resurser behöver spelaren även ett visst antal byinvånare för att uppgradera byggnader eller rekryterar trupper. Man får fler byinvånare genom att uppgradera byggnaden farm. 
Under 2016 tillkom ytterligare en byggnad, Vakttornet. Denna byggnad skiljer sig en del från övriga byggnader, men har vissa likheter med Kyrkan, även om de också är väldigt olika. Vakttornet har precis som Kyrkan också en räckvidd beroende på dess nivå, och är precis som Kyrkan ganska dyr. Vakttornet lägger till ett nytt perspektiv för defensiva möjligheter för spelare. Så snart en attack på spelaren kommer inom räckvidden för Vakttornet kommer den att taggas enligt 4 olika grupper efter dess storlek samt om attacken innehåller adelsman.
| - Högkvarter - Uppgraderar/nergraderar byns övriga byggnader - Barack - Rekryterar infanteri - Stall - Rekryterar kavalleri - Verkstad - Rekryterar belägringsvapen - Akademi - Rekryterar specialenheten Adelsman - Staty (om aktiv) - Rekryterar specialenheten Paladin - Samlingsplats - Styr enheter från en by till en annan - Vakttorn (om aktiv) - Taggar attacker efter dess storlek (specialbyggnad) - Första kyrkan/Kyrka (om aktiv) - Ökar truppernas offensiva styrka (specialbyggnad) | - Marknad - Transporterar resurser från en by till en annan - Sågverk - Producerar trä - Lergrop - Producerar lera - Järngruva - Producerar järn - Farm - Ökar antalet byinvånare desto större - Förråd - Lagrar fler resurser desto större - Gömställe - Gömmer ett visst antal resurser - Mur - Skydd mot offensiva attacker |

### Enheter (trupper)
I varje by kan även ett visst antal trupper rekryteras, kallade enheter. Dessa kontrolleras av spelaren för att antingen försvara den by de tillhör, försvara andra byar eller anfalla/erövra andra byar. Att skicka trupper från en by till en annan kan alltså göras antingen för att försvara den eller för att anfalla/erövra den. Detta kan ta olika lång tid, dels beroende på avståndet mellan byarna i fråga och dels beroende på vilken eller vilka typer av trupper som skickas.
Enheter kan antingen vara defensiva eller offensiva (ibland både och). De defensiva enheterna, tillsammans med en stark mur, fungerar som skydd mot anfall från andra spelare. Dessa utgörs av spjutmän, svärdsmän, bågskyttar samt tungt kavalleri. Därutöver finns belägringsvapen som murbräcka och katapult, dessa nedgraderar muren eller övriga byggnader i en by. Till de offensiva enheterna räknas yxmän, lätt kavalleri och beridna bågskyttar (ibland även tungt kavalleri). Även spejare kan ses som offensiva, men de gör ingen skada utan fungerar som spioner och ger värdefull information om en annan bys byggnader och enheter. Slutligen finns det två specialenheter; adelsman, som erövrar andra byar, och paladin, som det bara finns en av.

### Stammar
Varje spelare kan ansluta sig till en stam, d.v.s. en grupp spelare som tillsammans samarbetar och stöttar varandra under spelets gång (jfr klan). Spelaren kan ansluta sig till en redan existerande stam eller skapa en egen. Varje stam har en intern informationssida samt diskussionsforum. En stam kan ha olika relationer till andra stammar; allierade, fiender eller IAP (Ingen-aggressions-pakt - inte vänner, inte fiender). Stammens medlemmar har olika privilegier, varav ledartiteln kallas hertig. Vidare finns det rådgivare (baroner fast högre status), baroner (ledare med färre rättigheter), medlemsrekryterare, diplomater (personer som binder relationer) samt vanliga medlemmar. 
Många stammar har intagningskrav satta av stammens ledning, där man ofta ser att den sökande är aktiv och har tidigare erfarenheter inom spelet.

### Moralfunkion
Att en spelare är sen in på en spelvärld och börjar kontrollera sin by efter alla andra gör ingen skillnad eftersom det finns en speciell funktion, kallad moral. Moralen gör att när större spelare attackerar de mindre blir trupperna mindre effektiva. På så vis är spelet balanserat och alla som spelar har en chans. Man får även en veckas nybörjarskydd som en bekväm start, vilket innebär att man inte kan bli attackerad under den perioden.